# Kazimierz Brenner
Kazimierz Brenner ps. „Oświęcim” (ur. 1 czerwca 1917 w Nowym Sączu, zm. 26 czerwca 1944 w Szymbarku) – więzień obozu koncentracyjnego KL Auschwitz (nr. 3551), po ucieczce z obozu został żołnierzem oddziału partyzanckiego „Żbik” Armii Krajowej.

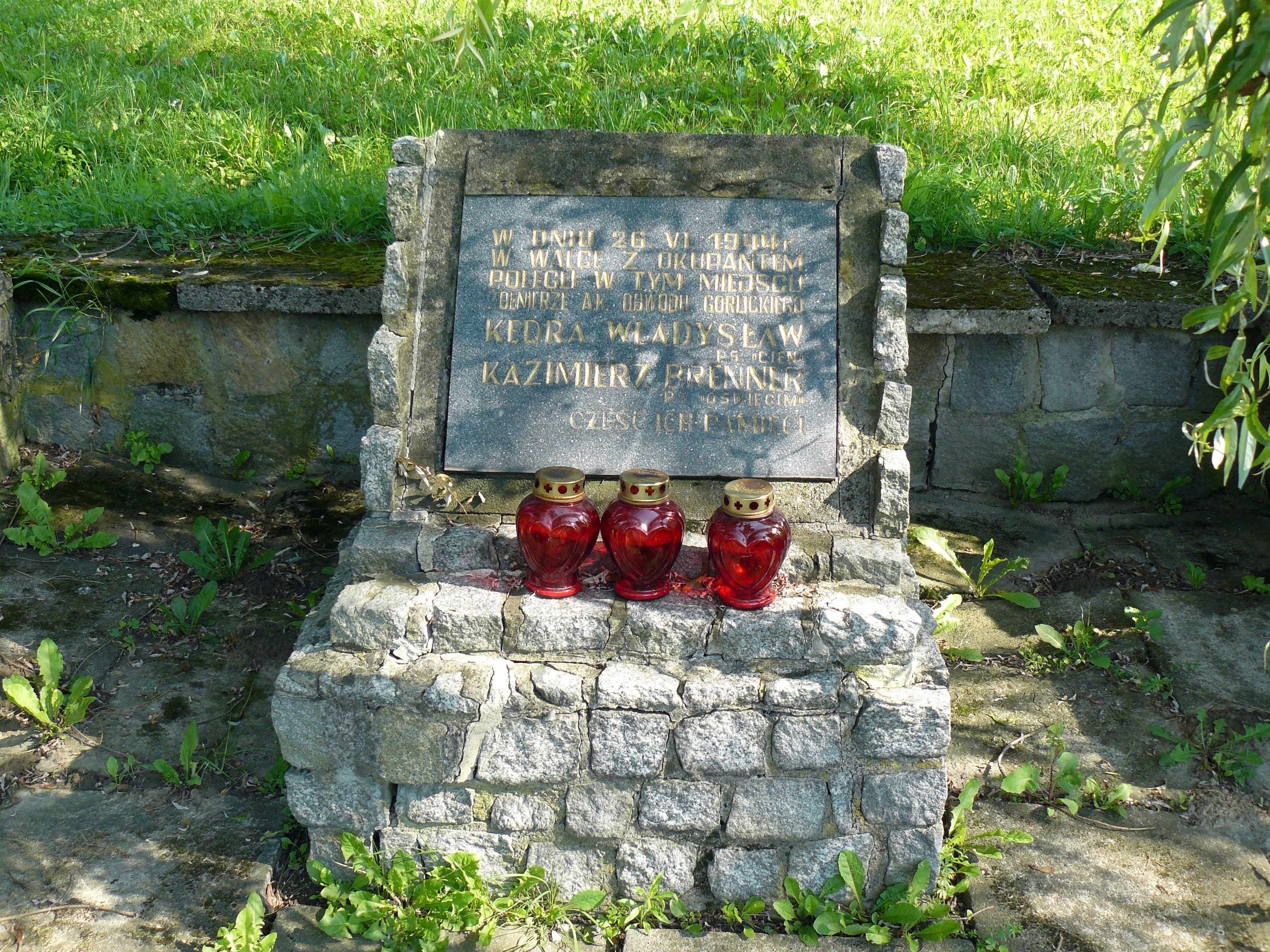
Szymbark, pomnik partyzantów

## Życiorys
Ojciec Kazimierza Józef był z zawodu murarzem, matka Anna, zajmowała się domem i wychowaniem siedmiorga dzieci. Rodzina Brennerów mieszkała przy ulicy Kuźnice 4 w Nowym Sączu. Kazimierz ukończył szkołę powszechną. Uzyskał zawód ślusarza w szkole przemysłowej, po ukończeniu szkoły otrzymał pracę w Warsztatach Kolejowych w Nowym Sączu. W 1938 rozpoczął służbę wojskową, dostał przydział do 5 Batalionu Telegraficznego. W czasie kampanii wrześniowej w 1939 r. służył jako podoficer wojsk łączności. Będąc jeńcem w obozie dla żołnierzy polskich, zdecydował się na ucieczkę, wrócił do domu rodzinnego. Zatrudnił się ponownie w Warsztatach Kolejowych w Nowym Sączu będącym pod zarządem niemieckim. Ojciec Kazimierza z powodu nazwiska został wezwany do podpisania, z odmowę podpisania Volsklisty był więziony, brat Józef jako jeniec wojenny znajdował się w obozie jenieckim w Kassel (Oflag IX), dwie siostry zostały wywiezione na roboty przymusowe do Niemiec.  Represje okupanta niemieckiego w Nowym Sączu objęły także warsztaty kolejowe gdzie za sabotażowe działania polskich pracowników rozpoczęły się aresztowania. Kazimierz zagrożony aresztowaniem postanowił uciec do Francji, dotrzeć do tworzących się polskich oddziałów wojskowych. Latem  1940 r.  przekroczył nielegalnie granicę ze Słowacją z zamiarem dotarcia na Węgry. Na terytorium Słowacji został aresztowany i przekazany niemieckiej straży granicznej w Muszynie. Po przesłuchaniach przez Gestapo w Nowym Sączu został wysłany do więzienia w Tarnowie, skąd został skierowany do obozu koncentracyjnego KL Auschwitz. W obozie przebywał jako więzień nr 3551 od 30 sierpnia 1940 r., gdzie w 1942 dostał przydział do pracy w podobozie należącym do Kl Auschwitz, w miejscowości Rajsko, gdzie  pracował w obozowym gospodarstwie ogrodniczym. Podczas pobytu w podobozie z dwoma więźniami pochodzącymi z Warszawy zaplanował ucieczkę, w czasie powrotu z miejsca pracy  5 kwietnia 1943 podjęli ucieczkę wykorzystując nieuwagę pijanych niemieckich strażników podczas marszu, ukryli się w zaroślach. Następnie według planu każdy uciekinier skierował się w innym kierunku aby utrudnić pościg. Kazimierz przepłynął rzeką Sołą w dół jej biegu, pewien odcinek i ukrył się w przybrzeżnych zaroślach, przeczekał pogoń, w porze nocnej wyruszył w dalszą drogę. Zdobył cywilne ubranie i jedzenie u niemieckiego gospodarza, po drodze pozbył się pasiaka, pieszo szedł przeważnie nocą, omijając posterunki niemieckie. Dotarł do siostry Heleny która mieszkała na przedmieściach Krakowa. Tam ukrywał się, po pewnym czasie po otrzymaniu fałszywej kenkarty, udał się do w kierunku Nowego Sącza. W nocy po stwierdzeniu że dom jest bezpieczny, nie ma w nim Niemców spotkał się z rodzicami i rodzeństwem.  Jednak wiedząc że jest poszukiwany przez niemieckie Gestapo, natychmiast wyruszył do Grybowa gdzie przyłączył się ukrywających się w lesie partyzantów.
Kazimierz został przyjęty oddziału partyzanckiego „Żbik” AK działającego na terenie Obwodu Gorlickiego AK.
W odwecie za ucieczkę Kazimierza Brennera „Gestapo” w Nowym Sączu w sierpniu 1943 aresztowało jego rodziców. Pomimo bicia i tortur podczas przesłuchań przez gestapowca Heinricha Hamanna nie zdradzili gdzie ukrywa się ich syn Kazimierz. Ostatecznie wysłano ich do więzienia w Tarnowie, skąd skierowano ich do obozu zagłady KL Auschwitz. Jego rodzice dotarli do obozu 10 października 1943: Józef Brenner - (obozowy nr. 63725), zginął w obozie, Anna Brenner - (obozowy nr. 63725), zginęła 2 stycznia 1944.
26 czerwca 1944 r. w Ropie o godz. 3:00 niemiecka żandarmeria polowa przeprowadziła obławę, przeszukując domy mieszkańców wsi. W czasie obławy pojmano czterech partyzantów. Powiadomiony o aresztowaniu partyzantów w Ropie Stanisław Siemek ps. „Świerk” podjął decyzję przeprowadzenia akcji odbicia partyzantów przewożonych z Ropy do siedziby Gestapo w Gorlicach. Kazimierz Brenner zgłosił się do tej akcji jako ochotnik. Partyzanci OP „Żbik” w Szymbarku na drodze w dogodnym miejscu przystąpili do ataku na konwój. Ostrzelano niemieckich żandarmów, dwóch Niemców zginęło od celnych strzałów partyzanckich, pozostali skryli się za nasypem i ostrzeliwali pozycje partyzantów. W czasie ostrzału spłoszone konie odjechały z jeńcami na wozie z miejsca ataku. Kazimierz Brenner w czasie tej akcji ze swojej pozycji miał zadanie zabezpieczać miejsce akcji. Od strony Gorlic nadjechał samochód z Niemcami na pomoc zaatakowanym konwojentom, Brenner podjął akcję zaatakowania samochodu, obrzucając go granatami ręcznymi. Jednak zginął, nie wiadomo czy granat eksplodował za wcześnie, czy Brenner został postrzelony przed wyrzutem granatu w kierunku Niemców. Akcja powiodła się, uwolniono 4 partyzantów, zginął Kazimierz Brenner, a Władysław Kędra ps. „Cień” został ciężko ranny. Ranny partyzant ukrył się w polu, jednak znalazł go rolnik i powiadomił o tym Niemców, którzy zastrzelili rannego na miejscu.
W 1989 r. przy drodze Grybów-Gorlice DK28 w Szymbarku postawiono pomnik dla upamiętnia miejsca akcji oddziału partyzanckiego „Żbik” oraz dwóch poległych partyzantów: Kazimierza Brennera ps. „Oświęcim” oraz Władysława Kędry ps. „Cień”. Kazimierz Brenner żołnierz Armii Krajowej został pochowany na cmentarzu parafialnym w Szymbarku.

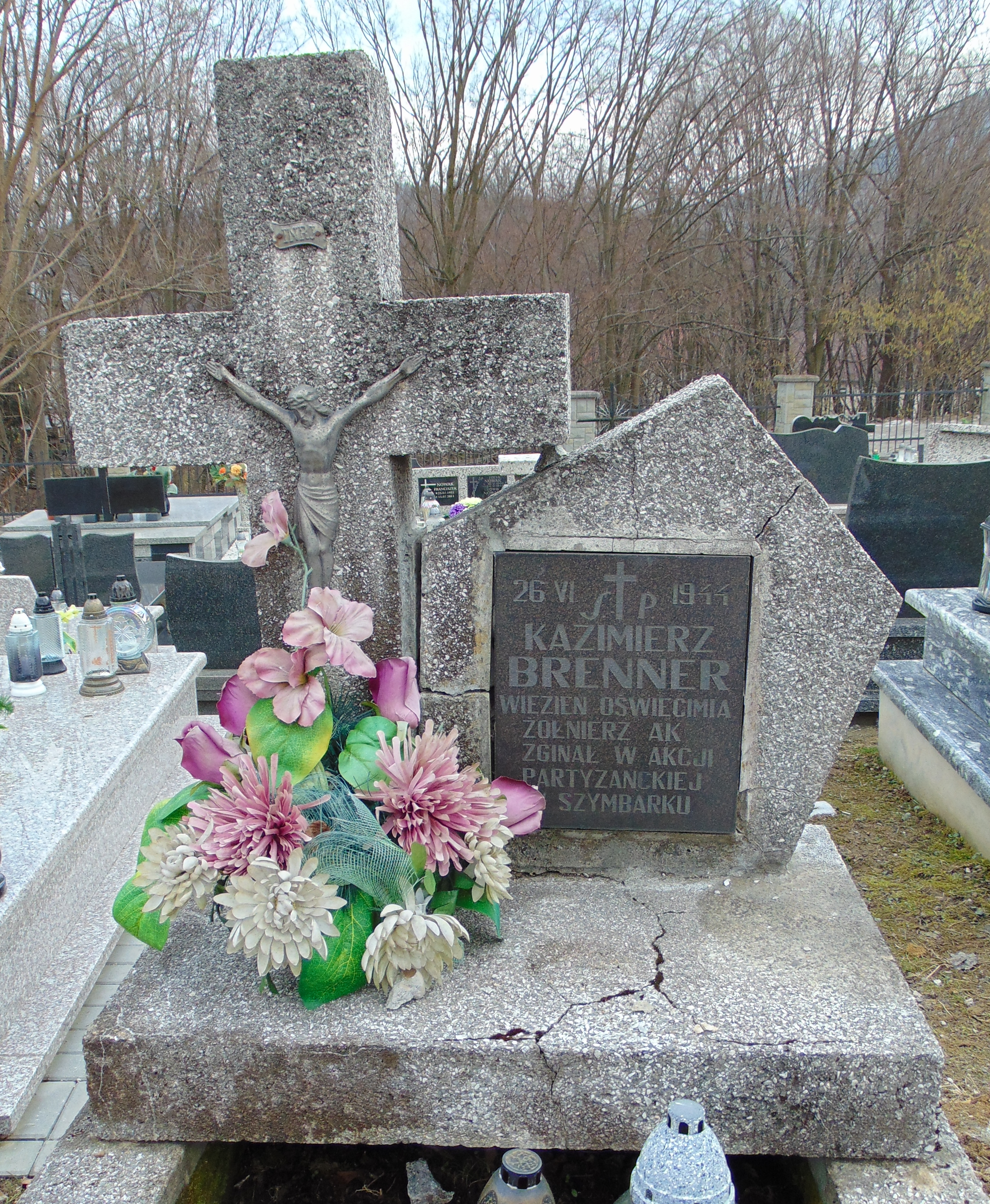
Grób Kazimierza Brennera ps. „Oświęcim” w Szymbarku